# Sumber Rejo (Belitang III)
Sumber Rejo is een bestuurslaag in het regentschap Ogan Komering Ulu van de provincie Zuid-Sumatra, Indonesië. Sumber Rejo telt 1153 inwoners (volkstelling 2010).